# Brodavis
Brodavis (лат.) — рід вимерлих птахів із ряду гесперорнісоподібних (Hesperornithiformes). Вік решток кістяка, знайдених в Північній Америці (США, Канада) і Азії (Монголія), оцінюється пізньою крейдою, (кампанський ярус та Маастрихт). Види Brodavis, як вважають, є першими прісноводними і останніми за часом представниками ряду Hesperornithiformes. Рід був виділений в окрему родину Brodavidae та описаний у 2012 році американським палеонтологом Ларрі Мартіном (Larry D. Martin; Канзаський університет, Лоуренс), російським біологом Євгеном Курочкіним (Evgeny N. Kurochkin; Палеонтологічний інститут РАН, Москва) і канадським вченим Тімом Токариком (Tim T. Tokaryk; University of Regina, Саскачеван, Канада). До трьох описаним ними видів нового роду вони додали раніше відомий вид Brodavis varneri (Martin & Cordes-Person, 2007), який у 2007 році, відкрили його дослідники Джеймс Мартін (James Martin) і Аманда Кордес-Персон (Amanda Cordes-Person), включили до складу роду Baptornis, Marsh, 1877.

## Види
- † Brodavis americanus Martin et al., 2012 — Канада типовий
- † Brodavis baileyi Martin et al., 2012 — США
- † Brodavis mongoliensis Martin et al., 2012 — Монголія
- † Brodavis varneri (Martin & Cordes-Person, 2007) — США

## Етимологія
Назву роду (Brodavis) дано на честь палеонтолога і орнітолога професора Пірса Бродкорба (Pierce Brodkorb), який зробив великий внесок у дослідження викопних птахів. Друга частина імені таксона утворена від латинської назви птахів (лат. avis).